# Eurocom
Eurocom, nota precedentemente come  Eurocom Entertainment Software  o Eurocom Developments, è stata una casa di sviluppo britannica, fondata nell'ottobre del 1988 da Neil Baldwin, nata specificatamente per sviluppare videogiochi per il Nintendo Entertainment System. In seguito,  Eurocom allargò la propria produzione ad altre piattaforme, incluse le console casalinghe e  portatili.
Eurocom chiuse i battenti il 7 dicembre del 2012, a causa delle scarsissime vendite del loro ultimo prodotto, 007 Legends.

## Videogiochi
L'azienda un tempo era famosa per le sue conversioni di celebri videogiochi arcade, benché in seguito abbia legato il proprio nome alle licenza di videogiochi tratti da film come Disney's Hercules, Tarzan, Atlantis - L'impero perduto, Harry Potter e la camera dei segreti, Batman Begins, L'era glaciale 2 - Il disgelo, Pirati dei Caraibi - Ai confini del mondo e L'era glaciale 3 - L'alba dei dinosauri.
La casa è nota anche per aver sviluppato, nel 1999, 40 Winks, Crash Bash nel 2000 (primo capitolo della serie a non essere prodotto dalla Naughty Dog), Buffy the Vampire Slayer: Chaos Bleeds nel 2003 (tratto dalla serie televisiva di Buffy l'ammazzavampiri), Spyro: A Hero's Tail nel 2004 (ultimo capitolo su console della saga classica) e, nel 2005, Sphinx e la mummia pasticciona.